# Yasmin Finney
Yasmin Finney (Manchester, 30 agosto 2003) è un'attrice britannica. 
È nota per la serie Netflix Heartstopper, dove interpreta il personaggio di Elle Argent.

## Biografia
Yasmin è nata il 30 agosto 2003 a Manchester. Ha partecipato a una serie di produzioni teatrali locali, incluse alcune per il Sackville Theatre dell'Università di Manchester.
Yasmin si è fatta inizialmente conoscere attraverso i suoi video pubblicati sulla piattaforma social TikTok, in cui racconta le sue esperienze come adolescente transgender britannica di colore. All'età di diciassette anni, nell'aprile 2021, Yasmin è stata scelta per interpretare Kelsa nel film di Billy Porter What If? ed Elle Argent nella serie Netflix Heartstopper. A causa delle restrizioni di viaggio dovute alla pandemia da COVID-19, ha dovuto ritirarsi dal suo ruolo in What If?, in cui è successivamente stata sostituita da Eva Reign. Nel 2021 è apparsa nella seconda lista annuale di 20 Under 20 di GLAAD.
Il 16 maggio 2022 è stato annunciato che Yasmin si sarebbe unita al cast di Doctor Who a partire dal sessantesimo anniversario della serie nel 2023, interpretando il personaggio di Rose Noble.

## Vita privata
Yasmin è una ragazza trans, autodefinendosi anche come queer.

## Filmografia
- Heartstopper - serie TV, 24 episodi (2022-2024)
- Doctor Who - serie TV, 5 episodi (2023-2025)

## Doppiatrici italiane
Nelle versioni in italiano delle opere in cui ha recitato, Yasmine Finney è stata doppiata da:
- Chiara Leoncini in Heartstopper
- Ughetta d'Onorascenzo in Doctor Who